# Steristoppers

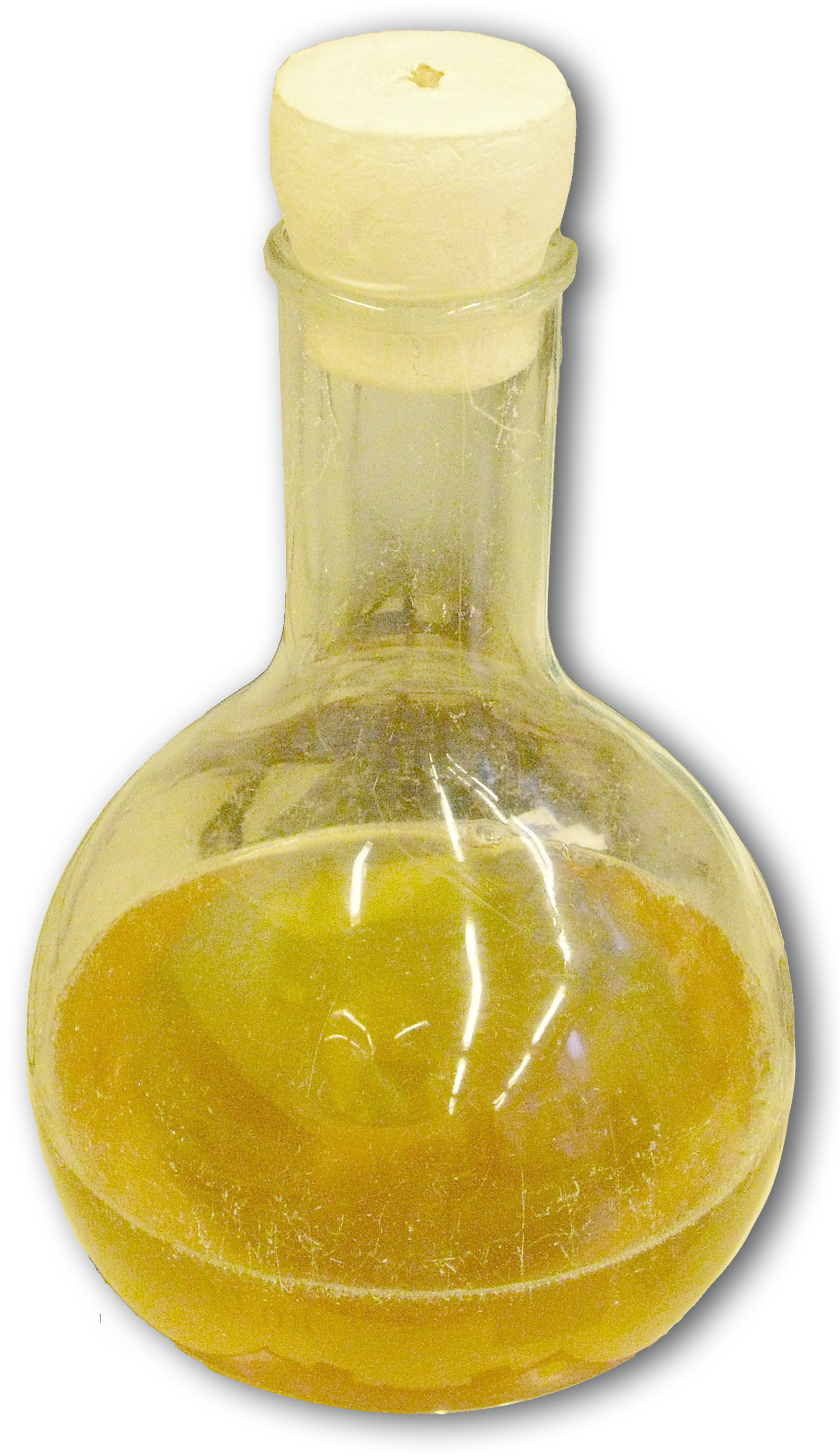
Steristoppers en uso

Steristoppers o Steristoppers Passform son tapones de cierre hechos de celulosa para el trabajo y la investigación microbiológica. Se utilizan en institutos bacteriológicos, institutos de higiene, laboratorios de alimentación y de delincuencia, así como en los centros de enseñanza, universidades, escuelas industriales e institutos politécnicos. 

## Historia
Los Steristoppers fueron desarrollados por Heinz Herenz a principios de 1960. La patente y la solicitud de marca
 fue presentada el 13 de marzo de 1965. 

## Características
Steristoppers son adecuados para el cierre estéril de cultivos de bacterias dentro de tubos de ensayo, de cultura y de matraces Erlenmeyer. Son esterilizables en autoclave hasta 200 °C, filtrantes a las bacterias, capaces a la esterilización, permeables al aire y están diseñados para el uso único (desechables). Su aplicación reemplaza el enrollo de algodón a mano complicado y laborioso, que era la norma antes del desarrollo de los Steristoppers. 

## Producción
Steristoppers se fabrican en Alemania de una celulosa únicamente producida para este fin. La celulosa se enrolla a alta velocidad alrededor de un mandril usando un pegamento (cola) de producto neutro que fue especialmente desarrollado para este proceso de fabricación. Las formas y los tamaños individuales están definidos por las plantillas correspondientes. 

## Variaciones del producto
Steristoppers se producen apropiados para todos diámetros internos comunes desde 4 mm hasta 70 mm y en 73 diferentes ejecuciones, en diferentes durezas:  estándar, más duros o blandos. Además se producen Steristoppers especiales para diámetros exteriores de 6, 12 y 14 mm para tubos de laboratorio así como Steristoppers para la toma de muestra durante el examen ginecológico preventiva cáncer antígeno 125. Steristoppers pueden también ser desarrollados según las especificaciones del cliente.

## Info detallada
1. ↑  Patente DE1467937 Sterilisierfaehiger gasdurchlaessiger Stopfen aus Fasermaterial   | Erfinder=Heinz Herenz | V-Datum=1969-01-23
2. ↑  DE873511, Deutsches Patent- und Markenamt (Markenregister) STERI Stopfen – Registernummer
3. ↑  DE943905, STERISTOPFEN-P-PASSFORM'– Registernummer Deutsches Patent- und Markenamt (Markenregister)

- Datos: Q2345522